# Epiphora atbarina
Epiphora atbarina är en fjärilsart som beskrevs av Butler 1877. Epiphora atbarina ingår i släktet Epiphora och familjen påfågelsspinnare. Inga underarter finns listade i Catalogue of Life.